# Mezon do Himiko
Mezon do Himiko è un film del 2005 diretto da Isshin Inudo e sceneggiato da Aya Watanabe.

## Trama
Saori è una giovane donna che lotta per farsi strada nella vita. Suo padre Himiko, che è omosessuale, aveva abbandonato Saori e sua madre anni prima. Ora il giovane amante di suo padre, Haruhiko, si presento per dire a Saori che suo padre sta morendo di cancro. Ancora arrabbiata con suo padre ma bisognosa di denaro Saori si reca nella casa di Himiko, una casa di cura fondata da suo padre per i gay. Nel corso del film una tenue relazione inizia a svilupparsi tra Saori, suo padre e Haruhiko.

## Riconoscimenti
- Nikkan Sports Film Awards - 2005
  - Vinto - Miglior regista (Isshin Inudô)
- Japanese Professional Movie Awards - 2006
  - Vinto - Miglior attore (Joe Odagiri)
- Kinema Junpo Awards - 2006
  - Vinto - Miglior attore (Joe Odagiri)
- Yokohama Film Festival - 2006 
  - Vinto - Miglior attore (Joe Odagiri)